# Kooperativer Bibliotheksverbund Berlin-Brandenburg
Der Kooperativer Bibliotheksverbund Berlin-Brandenburg (KOBV) ist der Zusammenschluss aller Hochschulbibliotheken, aller öffentlichen Bibliotheken und vieler Spezialbibliotheken in Berlin und Brandenburg.

## Geschichte
Der KOBV wurde von 1997 bis 2000 am Konrad-Zuse-Zentrum für Informationstechnik Berlin (ZIB) aufgebaut und 2001 durch Unterzeichnung einer Vereinbarung zwischen den Ländern Berlin und Brandenburg und dem ZIB institutionalisiert. Er ist der Nachfolger des Bibliotheksverbundes Berlin-Brandenburg (BVBB).

## Organisation und Trägerschaft
Die ständigen Gremien des KOBV sind Kuratorium, Hauptausschuss und Beirat. Die Erledigung der Aufgaben erfolgt durch die Verbundzentrale des KOBV, die als Dienstleistungs- und Entwicklungszentrale für die Mitgliedsbibliotheken fungiert.
Neben den öffentlichen Bibliotheken der Länder Brandenburg (VÖB) und Berlin (VÖBB) hat der KOBV über 90 weitere Mitgliedsbibliotheken. Die Staatsbibliothek zu Berlin ist ständiger Gast im KOBV und zugleich Mitglied im Gemeinsamen Bibliotheksverbund (GBV).
Der KOBV wird gemeinschaftlich von den Ländern Berlin und Brandenburg sowie den Mitgliedsbibliotheken betrieben.

## Tätigkeit
Im Gegensatz zu den anderen deutschen Bibliotheksverbünden hat sich der KOBV bei der Katalogisierung für eine dezentrale Lösung entschieden. D.h. es gibt keinen gemeinsamen Verbundkatalog und die Bibliotheken katalogisieren entweder in ihren lokalen Systemen, im B3Kat (s. Kooperationen) oder in einem anderen Verbundkatalog.
Die Verbundzentrale führt im KOBV-Portal die Kataloge der meisten Mitgliedsbibliotheken aus den unterschiedlichen Quellen zusammen. Sie ist außerdem konsortialer Service-Provider für eine Reihe bibliothekarischer Anwendungen (z. B. OPUS4, ALBERT, Fernleihe).
Zu den wichtigsten KOBV-Internet-Angeboten gehören:
- KOBV-Portal – bietet die Suche und Online-Fernleihe in den Katalogen der KOBV-Bibliotheken, der deutschen Bibliotheksverbünde und großer internationaler Bibliotheken und Verbünde sowie die Suche in anderen nationalen und internationalen elektronischen Ressourcen.
- OPUS 4 – eine Open-Source-Software für den Betrieb eines fachlichen oder institutionellen Online-Repositoriums.
- ALBERT Library Search Engine – eine Discovery-Lösung für Bibliothekskataloge mit dem Schwerpunkt auf (elektronische) Zeitschriften.
- EWIG – Digitales Langzeitarchiv für Bestände aus Bibliotheken, Museen, Archiven und Forschungseinrichtungen. EWIG wird zusammen mit dem Forschungs- und Kompetenzzentrum Digitalisierung Berlin (digiS) betrieben.
- DeepGreen – eine Infrastruktur für die automatisierte Zweitveröffentlichung von Open-Access Artikeln in Repositorien.
- KOBV-Bibliothekenführer – das Online-Gesamtverzeichnis der Berliner und Brandenburgischen Bibliotheken.

Die Zuständigkeiten für die Fernleihe und den Leihverkehr sind in Berlin und Brandenburg auf zwei Einrichtungen verteilt: die KOBV-Zentrale und die an der Zentral- und Landesbibliothek Berlin (ZLB) angesiedelte Leihverkehrszentrale Berlin-Brandenburg. Die KOBV-Zentrale realisiert die technische Umsetzung der automatisierten Fernleihe und der Online-Fernleihe für Endnutzer: Sie betreibt den Fernleih-Server und die Fernleih-Software, leistet den technischen Support für die Fernleihbibliotheken und führt die Abrechnung durch. Seit 2023 wird der Fernleihserver gemeinsam mit dem Bibliotheksservice-Zentrum Baden-Württemberg betrieben. Die Leihverkehrszentrale ist u. a. für die Zulassung neuer Bibliotheken zum Leihverkehr, die Führung der Amtlichen Leihverkehrsliste und die Organisierung des Bücherautodienstes verantwortlich.

## Kooperationen
Eine enge Zusammenarbeit besteht mit digiS, dem Forschungs- und Kompetenzzentrum Digitalisierung Berlin, das ebenfalls am Zuse-Institut Berlin angesiedelt ist.
Der KOBV kooperiert außerdem mit dem Friedrich-Althoff-Konsortium e. V. (FAK). Im FAK haben sich wissenschaftliche Einrichtungen der Länder Berlin und Brandenburg zusammengeschlossen, um ihre Nutzer mit wissenschaftlichen Informationen aus elektronischen Veröffentlichungen zu versorgen.
Im Dezember 2007 haben der Bibliotheksverbund Bayern und der Kooperative Bibliotheksverbund Berlin-Brandenburg eine strategische Allianz vereinbart. Die Vereinbarung sieht die gemeinschaftliche Entwicklung innovativer Dienste und dem Betrieb der gemeinsamen Katalogisierungsplattform B3Kat vor.
Seit 2023 kooperieren das Bibliotheksservice-Zentrum Baden-Württemberg (BSZ) und die KOBV-Verbundzentrale im Bereich der Online-Fernleihe. Die Kooperation betrifft u. a. die technische Infrastruktur.